# Giovanni Girolamo Kapsberger
Giovanni G Kapsberger (1580 - 17 de gener, 1651) fou un músic i compositor italoalemany del Barroc.
Primer va residir a Venècia i després a Roma, on cridà extraordinàriament l'atenció, tant pels seus mèrits de concertista de llaüt, tiorba i guitarra, com per les seves composicions, per les que apareixia afiliat a l'escola florentina. Després entrà com a músic de la capella pontifícia.

## Principals composicions
- Intavolatura di chitarrone, (3 llibres, 1604, 1616 i 1626).
- Villanelle, a 1, 2 i 3 veus (4 llibres, 1610, 1616, 1619 i 1623)
- Arie passegiati, (1612).
- Balli, gagliardi e correnti, (1612 i 1623)
- Intavolature di lants, (1611 i 1629)
- Madrigalo, a 5 veus.
- Motetti passegiati, 1612)
- Sinfonie a 4 con il basso continuo, (1615)
- Capricci a due stromenti, tiorba e tiorbino, (1617).

Dos llibres de poesies llatines del cardenal Barberini (més tard Urbà VIII) a una veu, amb baix xifrat (1624 i 1633).
- Missae Urbanae, de 4 a 8 veus (1631).
- Apotheose des heil.
- Ignatius von Loyola,
- Coro musicale, cantata epitalàmica d'1 a 5 veus.
- Fetonte, drama musical (1630)

A més deixà, una considerable quantitat de música manuscrita.